# Другий саміт перших леді та джентльменів
Другий саміт перших леді та джентльменів (англ. The Second Summit of First Ladies and Gentlemen) — ініціатива першої леді України Олени Зеленської. Тема другого саміту: «Україна та світ: майбутнє, яке ми (від)будуємо разом». Другий саміт відбувся 23 липня 2022 року у заповіднику «Софія Київська» та мав привернути увагу світу до війни в Україні.
Захід пройшов у форматі телемосту між п'ятьма країнами. Трансляція відбулася на 20 країн світу. Модераторами Саміту стали всесвітньо відомий телеведучий і журналіст Пірс Морган та українська телеведуча Ганна Гомонай. Головна студія була розміщена в Києві, чотири інші — у Варшаві, Брюсселі, Вашингтоні та Лондоні. У заході взяли участь 23 перших леді та виступили понад 50 запрошених гостей. У рамках Саміту дружина Президента України Олена Зеленська ініціювала збір коштів на реанімобілі для України. За результатами події вдалося зібрати понад три мільйона євро.

## Панелі саміту
- Серце світу б'ється в Україні
- Вимушені переселенці. Солідарність без кордоні
- Врятувати дитинство
- Відновлення здоров'я — фізичного та ментального
- Жіночий чинник відновлення[8]

## Учасники
У другому саміті брали участь дружини глав Латвії, Литви, Польщі Сербії, Ізраїлю, Німеччини, Туреччини, Греції, Бельгії, Белізу, Еквадору, Іспанії, Канади, Франції, США, Європейської Ради тощо. Зокрема у саміті брала участь Ії Королівська Величність Спадкоємна принцеса Ліхтенштейну Софія Єлизавета Марія Габріела фон унд цу Ліхтенштейн та 43-я перша леді Сполучених Штатів Америки Лора Буш.
Серед спікерів саміту були амбассадори UNITED 24, зокрема американський актор Лієв Шрайбер та українські спортсмени Андрій Шевченко та Еліна Світоліна.
На саміті були присутні Посли доброї волі ЮНІСЕФ такі як футболіст Девід Бекхем, актор Еван МакГрегор тощо.
Серед політиків були: Президент Польщі Анджей Дуда, міністр закордонних справ Великої Британії Ліз Трасс, співголова Українського кокусу в Конгресі США Марсі Каптур, голова Європейської ради Шарль Мішель, спікерка Палати представників США Ненсі Пелосі, міністр закордонних справ України Дмитро Кулеба, уповноважений Верховної Ради України з прав людини Дмитро Лубінець, міністр охорони здоров'я України Віктор Ляшко, заступник міністра оборони України Ганна Маляр, посол України в США Оксана Маркарова, міністр економіки Юлія Свириденко, віцепрем'єр-міністр з питань європейської та євроатлантичної інтеграції України Ольга Стефанішина, міністр цифрової трансформації України Михайло Федоров.